# 玉津インターチェンジ

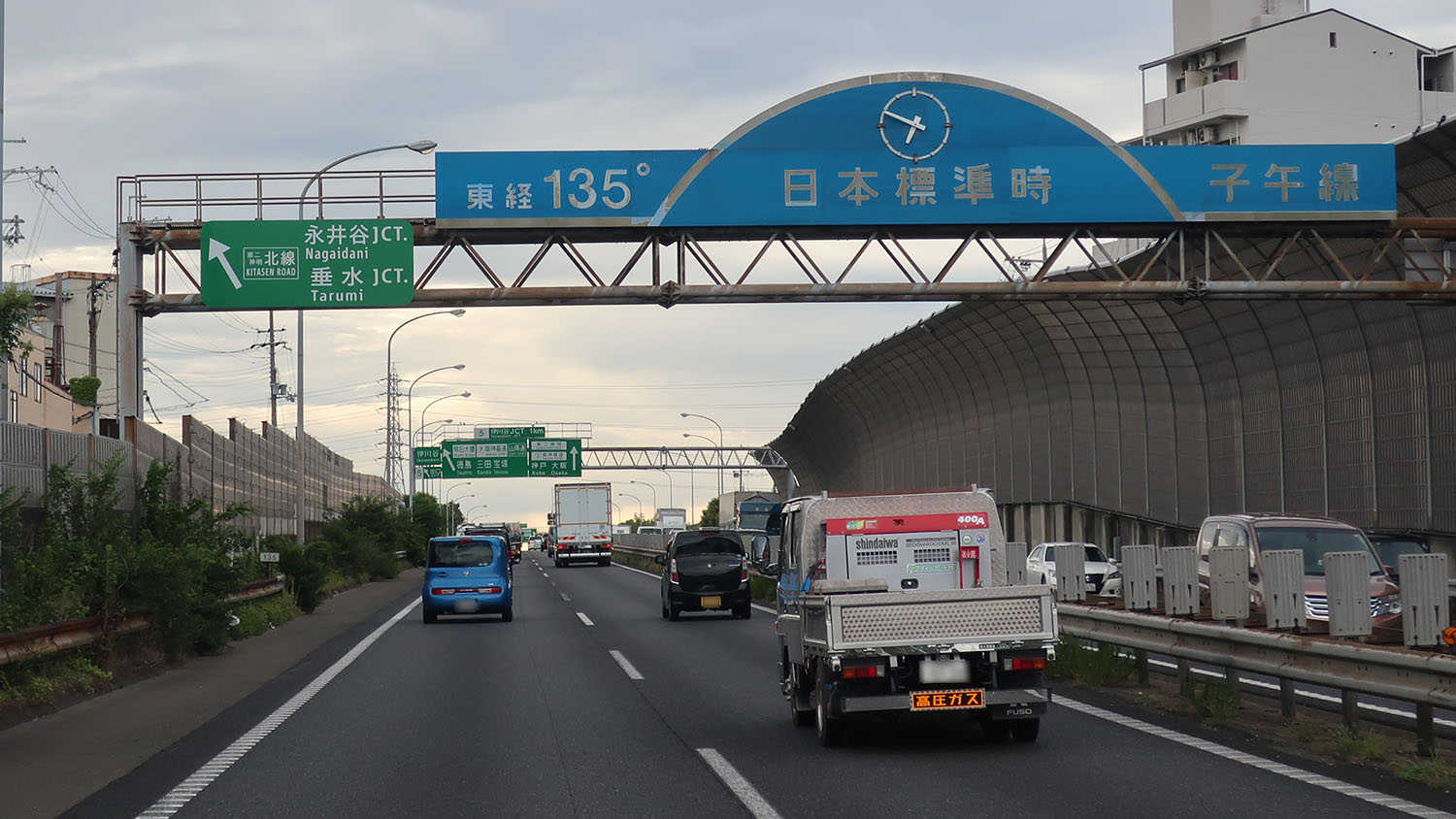
日本標準時子午線を示すゲート
玉津インター ～ 伊川谷JCT間

玉津インターチェンジ（たまつインターチェンジ）は、第二神明道路（以下、第二神明）のインターチェンジで兵庫県神戸市西区小山にある。
また、このICの東1 km付近、東京測地系東経135度を通過する所には日本標準時子午線を示すゲートが設置されている。

## 概要
上下線ともに料金所は設置されていない。1970年の供用開始時、第二神明は対距離料金制であり、当ICには数年間料金所が存在したが、環境対策工事や明石PAの設置などにより事業費が増大したことから、第二神明は料金体系の簡素化のため、1977年4月1日をもって東西2区間別の均一料金制に変更され、当ICの料金所は一旦廃止された。
2019年4月1日より再び対距離料金制に変更されることとなり、全てのICに順次料金所を設置するとされたが、2024年度現在でも当ICの料金所の設置計画は発表されていない。
均一料金制時代は大蔵谷IC - 玉津IC間は無料で通行可能であったが、2022年（令和4年）2月14日に大蔵谷ICに料金所が設置されたため、大蔵谷IC方面への利用には通行料金が必要となった。なお、伊川谷JCT/IC - 玉津IC間は引き続き無料で通行できる。

## 道路
- E93 第二神明道路（6番）

## 接続する道路
- 国道2号現道・国道175号（国道427号重複）

## 周辺
- 神戸市西区役所玉津支所
- 軽自動車検査協会兵庫事務所
- 兵庫県立明石公園
- 兵庫県立大学看護学部
- 滝川第二高等学校
- ヤマダデンキテックランド西神戸店[3]
- 山陽マルナカ玉津店
- コーナン玉津インター店
- 来来亭玉津インター店

## 隣
E93 第二神明道路
(5) 伊川谷JCT/IC - (6) 玉津IC - 明石SA - (7) 大久保IC